# Деже Бунџак
Деже Бунџак (мађ. Bundzsák Dezső; Кишкунхалаш, 3. мај 1928 — Будимпешта, 1. октобар 2010) био је мађарски фудбалер и тренер. Бунџак је играо као нападач или везни играч на професионалном и међународном нивоу, пре него што је постао тренер који је радио широм Европе и Африке.

## Клуб
Рођен у Кишкунхалашу, Бунџак је своју своју фудбалску каријеру започео у Вашашу из Кишкунхалаша а професионалну каријеру започео 1950. у Вашашу из Будимпеште. Бунџак је у клубу провео 14 сезона и постигао 73 гола у 249 утакмица. Са Вашашем је играо на Европском купу 1957/58.

## Репрезентација
Такође је представљао Мађарску на међународном нивоу, појавио се 25 репрезентативних утакмица између 1956. и 1961. године. Са репрезентацијом је играо на Светском првенству у фудбалу 1958. године.

### Тренер
Бунџак је тренирао бројне клубове у Грчкој, као што су Пиерикос, Паниониос, Аполон из Атине, Панахаики и Мађарске клубове, укључујући бивши клуб Вашаш. Водио је и репрезентацију Египта 1979. године, и женску Мађарску фудбалску репрезентацију.

## Смрт
Бунџак је умро у 82. години 1. октобра 2010. године.